# IAd
IAd was een platform voor mobiele advertenties, ontwikkeld door Apple voor iPhone, iPod touch en iPad. Met dit advertentieprogramma konden ontwikkelaars reclames rechtstreeks in hun programma's weergeven en hoefde de gebruiker niet meer te worden omgeleid naar Safari. IAd was een van de belangrijkste nieuwe functies voor het destijds nieuwe iOS 4, dat op 1 juli 2010 uitkwam voor iPhone en iPod Touch. Het programma is ook voor de iPad uitgekomen, op 22 november 2010.
Men verwachtte dat het programma het ging opnemen tegen AdMob van Google - een soortgelijk programma.